# José Chacón Chávez
José Chácon Chávez (Callao, 6 de noviembre de 1971) es un exfutbolista peruano. Jugaba de defensa y se retiró de la actividad profesional a fines de 2010 jugando por el Coronel Bolognesi en la Segunda División del Perú. Actualmente es asistente técnico de Víctor Rivera en la Universidad César Vallejo.

## Selección nacional
Convocado para Copa América de 1997
Convocado para el Partido con la selección de los Países Bajos 1998
Copa Kirin 1999 - Perú Campeono.
Gira Partidos Contra Ecuador - Colombia - Venezuela.1999
Chacón fue convocado por Juan Carlos Oblitas para integrar la selección que participara en la Copa América de 1999.

## Clubes
| Club                   | País | Año       |
| ---------------------- | ---- | --------- |
| Club C.I.T.E.N         | Perú | 1989-1992 |
| Hijos de Yurimaguas    | Perú | 1993-1995 |
| Deportivo Pesquero     | Perú | 1996-1998 |
| Alianza Lima           | Perú | 1999-2000 |
| Sport Boys             | Perú | 2001-2003 |
| Grau-Estudiantes       | Perú | 2004      |
| Atlético Universidad   | Perú | 2004      |
| Universidad San Martín | Perú | 2005-2007 |
| José Gálvez            | Perú | 2008      |
| Total Chalaco          | Perú | 2009      |
| Sport Ancash           | Perú | 2009      |
| Coronel Bolognesi      | Perú | 2010      |

## Palmarés
| Título                    | Club                   | País | Año  |
| ------------------------- | ---------------------- | ---- | ---- |
| Torneo Clausura           | Alianza Lima           | Perú | 1999 |
| Torneo Apertura           | Universidad San Martín | Perú | 2007 |
| Primera División del Perú | Universidad San Martín | Perú | 2007 |

- Datos: Q3810476